# MC5作戦
MC5作戦は、1941年（昭和16年）1月3日にイギリス海軍が、北アフリカ戦線で枢軸国軍と交戦する連合国の陸軍（イギリス陸軍、英連邦軍など）を支援するため実行した、北アフリカのリビアのバルディア付近に対する艦砲射撃。アフリカ西部砂漠戦役にともなうバルディア攻防戦の一環である。

## 概要
1940年（昭和15年）6月10日、イタリア王国はイギリスやフランスに宣戦布告し、枢軸陣営として第二次世界大戦にくわわって地中海攻防戦が始まった（地中海戦域）。北アフリカのイタリア領リビアでは、国境線のカプツォ砦などでイタリア軍とイギリス軍の小競り合いが始まった。
9月になると、リビアのイタリア王立陸軍 (Regio Esercito) は英領エジプトへ侵攻し、第10軍団の機械化部隊がシディ・バラニまで進撃する（イタリアのエジプト侵攻）。このあとムッソリーニ首相はギリシャに対する侵攻を企て、10月28日よりギリシャ・イタリア戦争が勃発した。
北アフリカ所在のイギリス側では、中東方面軍（総司令官ウェーヴェル陸軍大将）と、隷下のオコーナー陸軍中将が率いる西方砂漠軍 (Western Desert Force) が反攻作戦を準備した。
12月、ウェーヴェル将軍が率いる連合国軍は、コンパス作戦を発動して反撃を開始する。
連合国軍地上部隊は敗走するイタリア軍を追撃し、1941年初頭になるとエジプトとの国境に近いリビアのバルディアに迫った。
当時のバルディア守備隊の指揮官は、第23軍団司令官のアニベール・ベルゴンゾリ将軍であった。
バルディアを攻撃するのは英連邦のオーストラリア陸軍（第6師団）であり、これが第二次世界大戦において同軍が初めて経験する本格的地上戦だった。連合軍地上部隊を支援するため、イギリス地中海艦隊 (カニンガム提督) が投入される。
艦砲射撃はまずモニター艦テラー (HMS Terror, I03) 、インセクト級砲艦のレディバード (HMS Ladybird) 、エイフィス (HMS Aphis) 、ナット (HMS Gnat, T60) により行われ、それに続いて戦艦ウォースパイト (HMS Warspite) 、ヴァリアント (HMS Valiant) 、バーラム (HMS Barham) による砲撃が行われた。これを空母イラストリアス (HMS Illustrious, R87) の艦上機が支援した。クイーン・エリザベス級戦艦による砲撃は1941年1月3日の午前8時に開始された。バルディアの南東から接近した英戦艦部隊は、最初は北に向かいながら砲撃を行い、その後反転して再度砲撃を行った。イタリア軍の砲台による反撃も行われたが、ほとんど効果はなかった。
1月5日、英連邦軍はバルディアを占領した。